# Perla bipunctata
Perla bipunctata és una espècie d'insecte plecòpter pertanyent a la família dels pèrlids
present a Europa (incloent-hi Irlanda, Àustria, Bèlgica, Bòsnia, Txèquia, Eslovàquia, l'Estat francès, Alemanya, la Gran Bretanya, Hongria, Itàlia, Polònia, Romania, els estats bàltics, Suïssa, Ucraïna i la península Ibèrica) i l'Àfrica del Nord (el Marroc i Algèria).
En el seu estadi immadur és aquàtic i viu a l'aigua dolça, mentre que com a adult és terrestre i volador. És una espècie pròpia dels grans cursos d'aigua, la qual ha esdevingut rara a gran part de la seua antigua àrea de distribució europea.
Fa 16 mm de llargària corporal.
La femella porta els ous (de color marró negrós) al final del seu abdomen i s'arrossega per l'aigua per a, mitjançant la fricció, amollar-los (també se n'han vist exemplars que baixen en picat fins a la superfície aquàtica i, de resultes del cop contra l'aigua i la corresponent fricció, dipositen els ous).
El seu ràpid declivi en algunes zones de la seua antiga àrea de distribució ha fet que sigui considerada com en perill d'extinció en alguns països com Itàlia o rara en d'altres com Alemanya.